# Pete du Pont
Pete du Pont, właśc. Pierre Samuel du Pont IV (ur. 22 stycznia 1935, zm. 8 maja 2021) – amerykański polityk, członek Partii Republikańskiej. W latach 1971–1977 był przedstawicielem stanu Delaware w Izbie Reprezentantów Stanów Zjednoczonych, a w latach 1977–1985 – gubernatorem tego stanu. W 1988 roku nieskutecznie ubiegał się o nominację na kandydata Partii Republikańskiej w wyborach na stanowisko Prezydenta Stanów Zjednoczonych.